# Майна Туду
Майна Туду (санталі ᱢᱟᱭᱱᱚ ᱴᱩᱰᱩ) — письменниця, поетеса та лексикограф. Активістка за збереження мови санталі.
Розробниця словника мовою санталі.